# Campomanesia pubescens
Campomanesia pubescensa, conocida como guabirobeira, guabiroba, gabiroba o guaviramí (nombre en guaraní), es un arbusto silvestre de la familia de las mirtáceas que crece en los campos y pastos del cerrado brasilero. En el Paraguay, crece espontáneamente en los cerrados de los Departamentos de Caaguazú, San Pedro y Guairá.

## Descripción
Su fruto es redondeado, de color verde y al madurar amarillento, con pulpa verdosa, suculenta, dulce, envuelve varias semillas. La cosecha ocurre en noviembre. En el Paraguay, la cáscara seca de la fruta se usa para dar sabor y color al aguardiente.

## Propiedades
El fruto puede ser consumido fresco o en jugos, dulces o helados y se usa para producir un licor. Contiene proteínas, carbohidratos, niacina, sales minerales y vitamina C.
- Partes utilizadas: la fruta, las hojas y los brotes
- Propiedades medicinales: astringente y antidiarreico. La infusión de las hojas es relajante para aliviar el dolor muscular, a través de baños de inmersión
- Uso en la cocina: los frutos son consumidos natural y utilizados en la preparación de mermeladas, jugos, dulces, helados, pudines, licores, envejecidos en ron.

La infusión de unos 20 gramos de sus hojas y unas 5 cáscaras secas por cada litro de agua sirven como tónico estomacal y para  tratar los casos de diarrea. También una infusión de unos 50 gramos  de sus hojas se usan como cicatrizante de las heridas.

## Distribución
Planta nativa de los cerrados de las regiones sur, suroriental y centro-occidental de Brasil, Bolivia. Se ha diseminado también en Argentina, Paraguay y Uruguay. En el Paraguay, esta variedad es conocida como guavirami. 
En el norte y oeste del estado de Paraná hay una variedad arbórea que alcanza varios metros de altura, con frutos similares pero de un amarillo más nítido cuando maduran. En el Paraguay esta especie recibe el nombre de guavira.
Puede ser cultivado en las huertas o en campo abierto. Las semillas deben ser sembradas apenas son extraídas del fruto porque pierden rápidamente la capacidad germinativa. No es exigente y se adapta en suelos pobres.

## Taxonomía
Campomanesia pubescens fue descrita por (DC.) O.Berg  y publicado en Linnaea 27(4): 429. 1854[1856].
Sinonimia
- Abbevillea widgreniana (O.Berg) O.Berg
- Britoa eriantha (Cambess.) O.Berg
- Campomanesia affinis O.Berg
- Campomanesia apiculata Barb.Rodr. ex Chodat & Hassl.
- Campomanesia australis O.Berg
- Campomanesia bracteolata Kiaersk.
- Campomanesia campestris O.Berg
- Campomanesia corymbosa (Cambess.) O.Berg
- Campomanesia cuneata O.Berg
- Campomanesia dimorpha O.Berg
- Campomanesia discolor O.Berg
- Campomanesia diversifolia Barb.Rodr.
- Campomanesia eriantha (Cambess.) Blume ex B.D.Jacks.
- Campomanesia eriantha (Cambess.) Blume ex Mattos
- Campomanesia erosa (Miq.) Govaerts
- Campomanesia fusca O.Berg
- Campomanesia gomesiana Handro & Mattos
- Campomanesia hassleri Barb.Rodr.
- Campomanesia heterophylla O.Berg
- Campomanesia houlletii O.Berg
- Campomanesia lanceolata O.Berg
- Campomanesia obversa (Miq.) O.Berg
- Campomanesia ovalifolia O.Berg
- Campomanesia paranensis D.Legrand
- Campomanesia pohliana O.Berg
- Campomanesia reticulata O.Berg
- Campomanesia rhytidophylla O.Berg
- Campomanesia rugosa O.Berg
- Campomanesia salviifolia O.Berg
- Campomanesia suaveolens (Cambess.) O.Berg
- Campomanesia trichosepala Barb.Rodr.
- Campomanesia virescens O.Berg
- Campomanesia warmingiana Kiaersk.
- Campomanesia widgreniana O.Berg
- Campomanesia yerutiensis Barb.Rodr. ex Chodat & Hassl.
- Guajava hians (Mart. ex DC.) Kuntze
- Psidium corymbosum Cambess.
- Psidium erianthum Cambess.
- Psidium erosum Miq.
- Psidium hians Mart. ex DC.
- Psidium obversum Miq.
- Psidium pubescens Mart. ex DC.
- Psidium suaveolens Cambess.[2]